# Lager (byggnadsteknik)

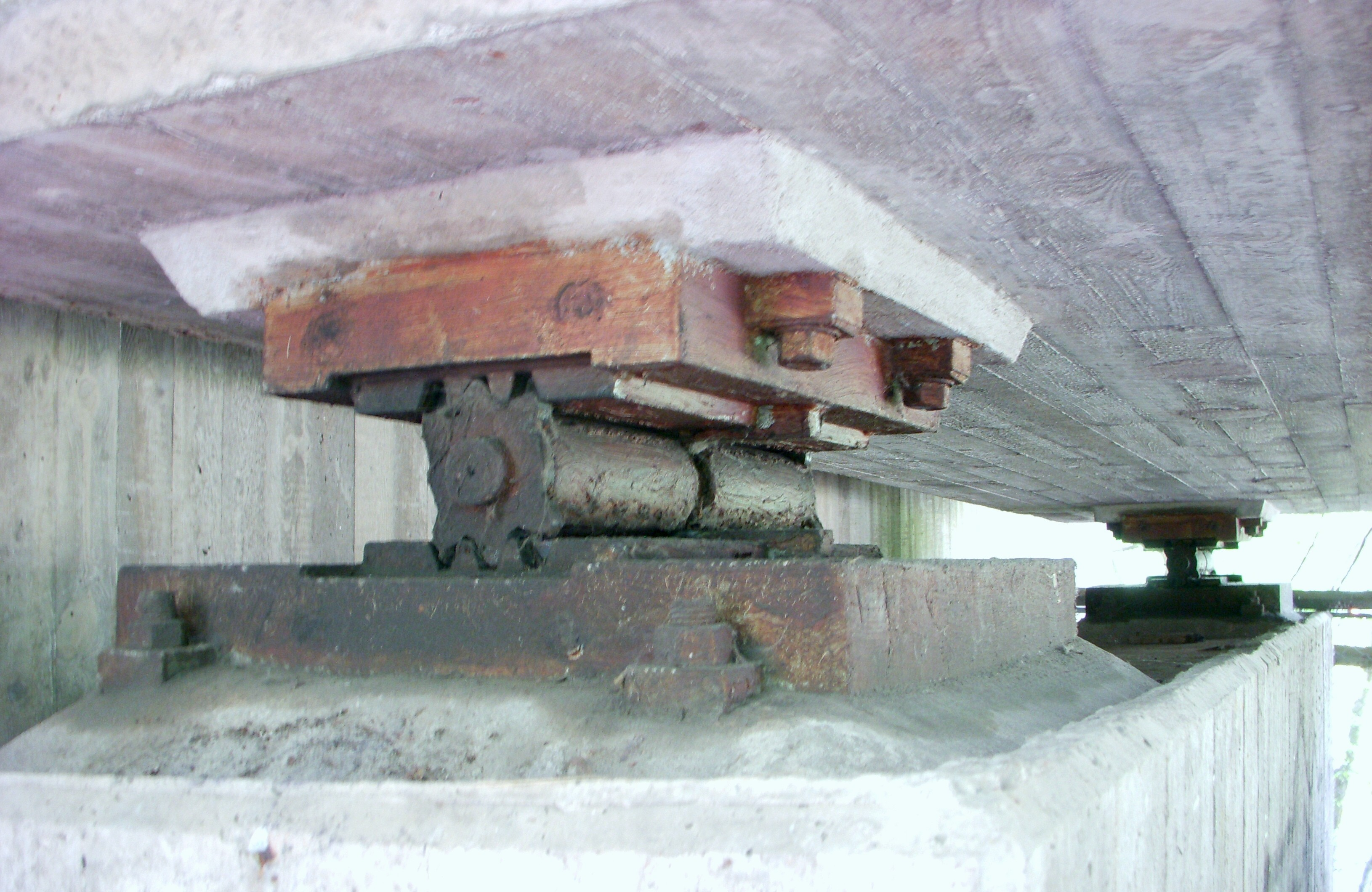
Två rullager till en bro

Ett lager inom byggnadssammanhang är en byggnadsdel som kan överföra statiska krafter och/eller rörelser. 
Användningsområdet är främst inom konstruktionen för broar, där brolager upptar krafter och leder dessa vidare till byggnadens fundament samt möjliggör att brodelar kan röra sig. Brodelarna måste kunna röra sig utan att ta skada eftersom bron är i ständig rörelse genom trafikbelastning och/eller genom påverkan av temperatur (termisk expansion, utvidgning och sammandragning) och vind (vridning). Brons lager anordnas över bropelarna där brobanans konstruktion är upplagd. Brons expansionsfogar utgör gränsen mellan två brodelar som rör sig.
Det finns en mängd olika typer av lager beroende på vilken uppgift de skall fylla. Mycket vanligt är ett rullager med en eller flera rullar av stål, som möjliggör att brodelar kan röra sig i brons längsriktning. Om byggnadsdelen skall kunna röra sig både i längs- och sidled används så kallade neoprenlager, som består av en platta av neoprengummi.